# Neutopie
Neutopie je 20. díl 6. řady amerického animovaného seriálu Futurama. Ve Spojených státech měl premiéru 23. června 2011 na stanici Comedy Central a v Česku byl poprvé vysílán 12. ledna 2012 na Prima Cool.

## Děj
Planet Express je na pokraji bankrotu a posádka se tak rozhodne vydělat si peníze pro záchranu nafocením kalendáře. To se ale nepovede a  Leela tak přijde s nápadem založit komerční aerolinie. Na prvním letu však kapitán Fry v kokpitu usne a let ztroskotá na neznámé planetě. Mezi cestujícími, respektive muži a ženami, vznikne rozepře, když v tom se z balvanů poskládá bytost, která se začne zajímat o jejich problémy a konflikty mezi ženami a muži – rozhodne se provést sérii experimentů, aby určil nadřazenější pohlaví. Všechny experimenty byly neprůkazné a tak vyhlásil závěrečnou výzvu: planeta, na které cestující ztroskotali se má dostat nejblíže ke slunci, což by lidé nepřežili a tak se musí dostat do jeskyně. Oběma skupinám (mužům i ženám) se příliš nedaří. Leelu napadne, že by mohly natlakovat ledničku plynovým kompresorem, což by je ochránilo před vysokými teplotami a přežily by, avšak jediný kompresor na planetě má Bender. Jenže stejný nápad dostal i Hermes, který šel ženám ukrást ledničku. Obě skupiny zaspí a když se na ně začne valit rozžhavená rtuť, bytost je všechny teleportuje do jeskyně a sdělí jim, že obě skupiny jsou pro něj zklamáním a rozhodne se zbavit je pohlaví. Hermes a LaBarbara si přijdou stěžovat, že je chtějí vrátit zpět. Bytost jejich přání vyhoví, avšak nedopatřením jejich pohlaví prohodí. Když se chystá svou chybu napravit, objeví se Zapp Brannigan a bytost zastřelí. Leela se rozhodne využít toho, že mají nyní více zaměstnankyň a dokončí tak kalendář, díky kterému se Planet Express vyhne bankrotu. Následně k nim přiletí Boraxový Kid, přítel bytosti, která s nimi experimentovala, a dá vše do pořádku.

## Výroba
V prvních verzích scénáře díl vůbec neobsahoval postavy, kterým byla prochozena pohlaví, ani postavu Boraxový Kid. Původně měl díl skončit tím, že bohatí rodiče Amy měli koupit Planet Express a zachránit jej tím před bankrotem.

## Kritika
Zack Handlen z IGN ohodnotil díl známkou B+ a uvedl: „Neutopie byla vtipná, avšak ne dokonalá, navzdory zápletce, která nebyla nejlepší, ale měla určitý potenciál,“.